# 李成棟 (明朝)
李成棟（？—1649年4月6日（永曆三年二月乙卯）），字廷玉，宁夏人，陕西寧夏衛军籍。原為李自成軍部將，降明、降清，後又反清復明，一生叛降無常。曾指揮過嘉定三屠。後因反清被清兵追杀，落水溺死。

## 生平

### 降明
原為李自成軍高傑下屬，號「李訶子」，隨高傑降明，官至总兵官、都督同知，守徐州。

### 降清
清順治二年（1645年）四月，清豫親王多鐸兵下江南，成棟率所部降清。随贝勒博洛攻福建，授广东提督。至揚州，曾指揮嘉定三屠，大肆劫掠屠戮，从此“远近始剃发，称大清顺民云”。是年十一月，授吳淞總兵。
順治四年正月，李成棟陷肇慶，永曆帝朱由榔奔桂林。李成棟認為自己對清廷有大功，卻仅授以提督，受总督佟养甲节制，內心不快。永历帝東閣大學士陈子壮之妾張玉喬被李成棟納為內寵，常思反清復明，不久自刎死。李成棟養子李元胤勸他反清，袁彭年知成棟不快，“稍稍以辭色挑之”。

### 反清
顺治五年（永曆二年，1648年）初，南昌金聲桓、王得仁舉事反清，李成棟本身亦對清廷不滿，於同年四月在廣州發動兵變，歸附南明永曆政權，封广昌侯，又授惠國公。李成棟反正後，颇能尊重南明朝廷。
李成棟集結洞蠻土著，號百萬人。先後三次進攻江西贛州，永曆二年七月，李成栋率兵三万第一次出南雄，攻赣州，救援南昌。赣州守将高进库诈降，高进库言至秋天如清軍援軍不至，就輸款投降，成棟竟信以為真，致使战机怠误，坐视南昌受困。是年九月下旬第二次進攻赣州，被江西巡撫劉武元夜間遣死士縋城出擊，又分兵東、西、南三門擊敗之。李成栋策马先奔，士卒争相渡河逃命，溺死者以万计，明军元气大伤。李成栋被迫撤军南安，返回广州。

### 戰死
永曆三年（1649年）正月，李成棟第三次率军北上南雄，进攻赣州，得到金声桓、王得仁覆败的消息，聲勢遂挫，二月二十九日为清军所败，退入信丰城中。一日李成栋坐城楼上，部将杜永和请退师，李命左右取酒痛饮，举觥投地说：“吾千里效忠迎主，天子且筑坛欲以大将拜我，今出师无功，且朒缩返，何面目见天子耶！”
三月初一日，清军开始攻城。明軍潰敗，成棟與數騎出逃，在渡外桃江時溺死。南明朝廷封谥号为忠武（一说忠烈），赠太傅、宁夏王。
李成棟身後其義子李元胤受永曆帝封南陽伯，領車騎將軍。